# Алфа на Кронбах
Алфа на Кронбах е статистическа единица. Обикновено се използва за измерване на надеждността на вътрешната съгласуваност на психометричните инструменти. Първо е наименована от Кронбах като алфа (1951), тъй като е смятал да продължи с други инструменти. Може да се срещне като продължение на Къдер-Ричардсън Формула 20 (КР-20), което е еквивалентът за дихотомните скали. Алфата на Кронбах измерва колко добре двойка променливи измерват единична, едноизмерна латентна концепция. Обикновено Алфа на Кронбах нараства, когато корелациите между компонентите нарасне. Поради тази причина, коефициентът се нарича още „вътрешна съгласуваност“ или надеждност на вътрешната съгласуваност на теста.
Алфа на Кронбах в класическата теория за теста.
Алфа е безпристрастен (обективен) оценител на надеждността само и единствено, когато компонентите, по същество са τ – еквивалентни. (Лорд и Новик, 1968). При това условие, компоненетите имат различни значения и различни вариации, но всички техни ковариации трябва да бъдат равни – което предполага, че имат един сходен фактор във факторния анализ.